# Ammarfjället

Ammarfjället (Skeäbllie på lulesamiska[källa behövs]) är ett fjällmassiv i Vindelfjällen, nordväst om Ammarnäs. Ammarfjället avgränsas i norr och öster av Vindelälven och i söder av Tjulån med Lill-Tjulträsket och Stor-Tjulträsket. Det är i sina inre och nordvästra delar ett högfjällsområde. Högsta toppen är Rerrogaise 1 611 m ö.h..